# 国際連合安全保障理事会決議40
国際連合安全保障理事会決議40（こくさいれんごうあんぜんほしょうりじかいけつぎ40、英: United Nations Security Council Resolution 40, UNSCR40）は、1948年2月28日に国際連合安全保障理事会で採択された決議。インドネシア情勢に関してのものである。

## 概要
調停委員会（the Committee of Good Offices）に対し、特にジャワ島西部及びマドゥラ島における政治的発展に注意を払い、安全保障理事会に対し頻繁に報告することを要請した。
決議は、アルゼンチン、ウクライナSSR 、ソビエト連邦から棄権があり、8票の賛成で採択された。

## 内容
以下はその和訳。
[S/689]
安全保障理事会は、
調停委員会に対し、ジャワ島西部およびマドゥラ島の政治情勢に特に注意を払い、頻繁な間隔で理事会に報告するよう要請する。